# 福建柏
福建柏（学名：Fokienia hodginsii）是柏科福建柏屬唯一物種。分布于中国、越南及老撾。

## 形态
常绿乔木，高可达20米，径约0.8米。有扁平的鳞叶小枝，三出羽狀分枝，排成一平面。上面为绿色，下面有白粉氣孔帶。鳞叶交互对生。雌雄同株，球花单生枝顶。球形球果，径2～2.5厘米，球果翌年成熟，熟时为红褐色，木质、盾形种鳞6～8对，发育的种鳞有2粒卵形种子，长约4毫米，上部有一大一小的薄翅。子葉2枚，發芽時出土。

## 習性
福建柏為中等喜光性樹種，幼樹耐陰。生長於雨量充沛、溫涼潤濕以至潮濕的山地氣候。適合生長於微酸性至酸性的黃壤和黃棕壤，在有機質多的疏鬆壤土上生長良好。淺根性，正常結實在20年前後。

## 分佈
福建柏分佈於中國浙江、福建、江西、湖南、廣東、貴州、雲南及四川等省。越南及老撾北部也有分佈。